# Dušan Čaplovič
Dušan Čaplovič (18. září 1946 Bratislava – 6. března 2025 Bratislava) byl slovenský politik, v letech 2012–2014 působil ve funkci ministra školství Slovenska. V letech 2006–2010 zastával funkci místopředsedy vlády pro informační společnost, evropské záležitosti, lidská práva a menšiny. Původním povoláním archeolog a historik, byl členem několika redakčních rad domácích i zahraničních historických a archeologických časopisů.

## Život
Vystudoval archeologii a historické vědy na Filozofické fakultě Univerzity Komenského. Poté pracoval jako vedoucí historického odboru Východoslovenského muzea v Košicích, od roku 1980 v Archeologickém ústavu SAV Nitra. V letech 1992 až 2001 byl členem předsednictví SAV a v období let 1995 až 2001 místopředsedou SAV v Bratislavě. Od roku 1994 externě přednášel na Filozofické fakultě UK v Bratislavě.
Od roku 2001 bol místopředsedou strany SMER. Ve Ficově první vládě zastával v období od 4. července 2006 do 8. července 2010 funkci místopředsedy vlády pro informační společnost, evropské záležitosti, lidská práva a menšiny. V jeho druhé vládě působil od 4. dubna 2012 do 3. července 2014 ve funkci ministra školství, vědy, výzkumu a sportu.
Zemřel 6. března 2025 v Bratislavě.